# Machajowa Czuba
Machajowa Czuba – ostro zakończone załamanie grani Koziego Grzbietu w Tatrach Zachodnich, znajdujące się tuż poniżej Machajówki (ok. 1860 m n.p.m.). Jak cała grań, zbudowane jest ze skał dolomitowo-wapiennych. Wierzchołek jest porośnięty trawą, stoki skaliste. Krótka grań poniżej Machajowej Czuby to tzw. Mułowy Grzbiet. Opada on niezbyt stromo w północnym kierunku do Ratusza Mułowego. Są w nim dwa skaliste i mające wysokość około 15 m uskoki. Mało strome zachodnie stoki Machajowej Czuby opadają do morenowego wału zagradzającego od dołu Mułowy Kocioł w Dolinie Mułowej. Od zachodniej strony natomiast do Doliny Litworowej opada stroma ściana wspólna dla Machajówki, Machajowej Czuby, Mułowego Grzbietu i Ratusza Mułowego. W ścianie tej, kilkanaście metrów poniżej Machajówki znajduje się wlot do Jaskini Koziej. Ściana ma wysokość około 200 m i znajdują się w niej drogi wspinaczkowe. Zimą często tworzy się na niej lodospad. Możliwa jest jednak do przejścia łatwiejszym Litworowym Zachodem. Wyprowadza on na Mułowy Grzbiet około 50 m poniżej Machajowej Czuby.